# Olaga tvång
Olaga tvång är i Sverige ett brott enligt 4 kap. 4 § brottsbalken (1962:700). 
Den straffbelagda gärningen består i första hand i att genom misshandel eller annars med våld eller genom hot om brottslig gärning tvinga någon annan att göra, tåla eller underlåta något.
Straffet för olaga tvång av normalgraden är böter eller fängelse i högst två år. Om brottet är grovt är straffet fängelse i lägst nio månader och högst sex år. Vid bedömande huruvida brottet är grovt skall särskilt beaktas om gärningen innefattat våld av allvarligt slag, hot som förstärkts med hjälp av vapen, sprängämne eller vapenattrapp eller om gärningen annars har varit av särskild hänsynslös eller farlig art.
Bestämmelsen omfattar även fall där någon utövar tvång genom att hota att åtala eller ange någon för brott eller att lämna menligt meddelande om någon, förutsatt att tvånget är otillbörligt.

## Exempel
- En grupp polismän i en polisbuss har, utan att laga grund förelegat, med våld tvingat en person att åka med i polisbussen från Stockholms centrum till Skeppsholmen. Såväl bussföraren som en av de övriga polismännen har fällts till ansvar för olaga tvång av Högsta domstolen att utge 100 dagsböter å 50 kronor.[3]
- En person tvingade till sig en bil genom att hota föraren med att sparka honom, om denne inte lämnade bilen. Handlandet bedömdes av Svea hovrätt som olaga tvång och tillgrepp av fortskaffningsmedel, vilka brott inte var grova.[4]
- Polismän som genom misshandel försökt få misstänkt att erkänna har av Högsta domstolen dömts för försök till grovt olaga tvång till fängelse fyra månader.[5] Straffet hade sannolikt blivit strängare om inte polismännen samtidigt hotades av avsked.